# Miliusa traceyi
Miliusa traceyi är en kirimojaväxtart som beskrevs av L.W. Jessup. Miliusa traceyi ingår i släktet Miliusa och familjen kirimojaväxter. Inga underarter finns listade i Catalogue of Life.